# Osebna prelatura
Osebna prelatura je v Rimskokatoliški cerkvi nosilec inkardinacije oz. oblika organizacije, katera je bila ustanovljena s motuproprijem Ecclesiae Sanctae papeža Pavla VI. z dne 6. avgusta 1966. Glavni namen osebne prelature je tako, da zagotovi čim bolj enakomerno porazdelitev klerikov po celotni Cerkvi; kleriki tako niso inkardinirani v delne Cerkve (npr. v lokalne/teritorialne škofije), ampak so neposredno podrejeni osebni prelaturi. V skladu s kanonom 294 Zakonika cerkvenega prava so lahko člani osebnih prelatur le svetni duhovniki, diakoni in gojenci semenišč osebne prelature. Vodja prelature je prelat, ki opravlja funkcijo ordinarija. Osebna prelatura pa je neposredno podrejena papežu.
Trenutno edina osebna prelatura Rimskokatoliške cerkve je Opus Dei, kateri je ta status dobil 28. novembra 1982 z apostolsko konstitucijo Ut sit validum, katero je izdal papež Janez Pavel II..